# Raissa Petrowna Smetanina
Raissa Petrowna Smetanina (russisch Раиса Петровна Сметанина; * 29. Februar 1952 in Mochtscha, ASSR der Komi) ist eine ehemalige russische Skilangläuferin, die für die Sowjetunion und 1992 für die GUS startete.

## Werdegang
Smetanina gewann im Jahr 1973 bei den Svenska Skidspelen mit der Staffel und belegte bei den Lahti Ski Games den dritten Platz mit der Staffel. Bei den Nordischen Skiweltmeisterschaften 1974 in Falun holte sie die Bronzemedaille über 5 km und die Goldmedaille mit der Staffel. Im folgenden Jahr siegte sie beim Holmenkollen Skifestival über 5 km und über 10 km. Bei den Svenska Skidspelen und den Lahti Ski Games siegte sie jeweils mit der Staffel und errang über 10 km jeweils den zweiten Platz. Außerdem gewann sie bei den Svenska Skidspelen den 5-km-Lauf. Bei ihrer ersten Olympiateilnahme 1976 in Innsbruck holte sie über 5 km die Silber und über 10 km und mit der Staffel jeweils die Goldmedaille. Im März 1976 belegte sie bei den Lahti Ski Games den zweiten Platz über 5 km und den ersten Rang mit der Staffel. Im folgenden Jahr siegte sie bei den Svenska Skidspelen und bei den Lahti Ski Games jeweils mit der Staffel. Bei den Nordischen Skiweltmeisterschaften 1978 in Lahti holte sie über 5 km und mit der Staffel jeweils die Bronzemedaille und über 10 km die Silbermedaille. Über 20 km wurde sie Fünfte. In der Saison 1978/79 gewann sie die Weltcups in Furtwangen, Klingenthal und in Le Brassus. Zudem triumphierte sie erneut beim Holmenkollen Skifestival im 5-km-Lauf und wurde dafür mit der Holmenkollen-Medaille geehrt. Zudem siegte sie bei den Svenska Skidspelen mit der Staffel und belegte den zweiten Platz über 20 km. Im März 1979 kam sie bei den Lahti Ski Games auf den zweiten Platz über 10 km und auf den ersten Rang mit der Staffel. Die Saison beendete sie auf dem zweiten Platz im Gesamtweltcup. Bei den Olympischen Winterspielen 1980 in Lake Placid holte sie Silber mit der Staffel und Gold über 5 km. Zudem errang sie den vierten Platz über 10 km. Im März 1980 erlief sie bei den Nordischen Skiweltmeisterschaften 1980 in Falun die Bronzemedaille über 20 km. In der Saison 1980/81 entschied sie die Gesamtwertung des Skilanglauf-Weltcup für sich. Dabei gewann sie bei den Svenska Skidspelen den 20-km-Lauf und mit der Staffel und die Weltcups in Ramsau am Dachstein, Klingenthal, Nové Město, La Bresse und in Kawgolowo. Zudem wurde sie Davos Zweite über 5 km. Bei den Nordischen Skiweltmeisterschaften 1982 in Oslo holte sie Silber mit der Staffel und Gold über 20 km. Über 5 km belegte sie den 15. Platz.
In der Saison 1982/83 kam Smetanina fünfmal in die Weltcuppunkte, darunter Platz zwei in Lahti und errang damit den achten Platz im Gesamtweltcup. In der folgenden Saison erreichte sie im Weltcup sechs Podestplatzierungen. Dabei gewann sie in Falun über 10 km. Beim Saisonhöhepunkt den Olympischen Winterspielen 1984 in Sarajevo holte sie über 10 km und über 20 km jeweils die Silbermedaille. Außerdem errang sie den 11. Platz über 5 km und den vierten Platz mit der Staffel. Die Saison beendete sie auf dem zweiten Platz im Gesamtweltcup. Nach Platz acht in Val di Sole und Platz sechs in Davos zu Beginn der Saison 1984/85 gewann sie bei den Nordischen Skiweltmeisterschaften 1985 in Seefeld in Tirol die Goldmedaille mit der Staffel. Über 20 km wurde sie Siebte und über 10 km Vierte. Zum Saisonende siegte sie in Syktywkar über 20 km und erreichte den achten Platz im Gesamtweltcup. In der Saison 1985/86 gelang ihr in Oberstdorf über 20 km klassisch und in Kavgolovo über 10 km klassisch jeweils der dritte Platz und belegte damit den 14. Platz im Gesamtweltcup. Bei den Nordischen Skiweltmeisterschaften 1987 in Oberstdorf kam sie auf den neunten Platz über 10 km klassisch und auf den vierten Platz über 5 km klassisch. Im März 1987 wurde sie in Oslo Zweite über 20 km klassisch und damit Zehnte im Gesamtweltcup. Zu Beginn der Saison 1987/88 errang sie den sechsten Platz in Bohinj über 10 km Freistil und den zweiten Platz in Reit im Winkl über 5 km Freistil. Beim Saisonhöhepunkt den Olympischen Winterspielen 1988 in Calgary holte sie Bronze über 20 km Freistil und Silber über 10 km klassisch. Über 5 km klassisch wurde sie Zehnte. Zum Saisonende erreichte sie den sechsten Platz im Gesamtweltcup. In der folgenden Saison kam sie im Einzelweltcup fünfmal unter die ersten Zehn und belegte damit den 11. Platz im Gesamtweltcup. In Falun wurde sie mit der Staffel Zweite. Bei den Nordischen Skiweltmeisterschaften 1989 in Lahti gewann sie Silber mit der Staffel. Zudem errang sie den fünften Platz über 10 km klassisch und den vierten Platz über 15 km klassisch. In der Saison 1989/90 belegte sie in Moskau über 7,5 km klassisch und in Lahti mit der Staffel jeweils den zweiten Platz und erreichte zum Saisonende den 13. Platz im Gesamtweltcup. Ihr bestes Einzelresultat im Weltcup in der Saison 1990/91 war der sechste Platz über 30 km klassisch in Minsk. Bei den Nordischen Skiweltmeisterschaften 1991 im Val di Fiemme gewann sie Gold mit der Staffel und belegte über 5 km klassisch den 11. Platz. Im März 1991 wurde sie in Oslo Zweite mit der Staffel und erreichte den 14. Platz im Gesamtweltcup. Im folgenden Jahr holte sie bei den Olympischen Winterspielen 1992 in Albertville die Goldmedaille mit der Staffel. Zudem errang sie dort den vierten Platz über 15 km klassisch. Ihr letztes Weltcuprennen lief sie im März 1992 in Vang, welches sie auf dem 21. Platz über 15 km Freistil beendete.
Smetanina siegte 18-mal bei sowjetischen Meisterschaften, davon sechsmal über 10 km (1976, 1980, 1983, 1984, 1986, 1989), viermal über 20 km (1983–1986), einmal über 5 km (1976), einmal über 30 km (1983) und sechsmal mit der Staffel (1974, 1977, 1978, 1983, 1986, 1989). Im Jahr 1984 wurde sie mit dem Orden der Völkerfreundschaft geehrt.

## Erfolge

### Olympische Winterspiele
- 1976 in Innsbruck: Gold über 10 km, Gold mit der Staffel, Silber über 5 km
- 1980 in Lake Placid: Gold über 5 km, Silber mit der Staffel
- 1984 in Sarajevo: Silber über 10 km, Silber über 20 km
- 1988 in Calgary: Silber über 10 km, Bronze über 20 km
- 1992 in Albertville: Gold mit der Staffel

### Weltmeisterschaften
- 1974 in Falun: Gold mit der Staffel, Bronze über 5 km
- 1978 in Lahti: Silber über 10 km, Bronze über 5 km, Bronze mit der Staffel
- 1980 in Falun: Bronze über 20 km
- 1982 in Oslo: Gold über 20 km, Silber mit der Staffel
- 1985 in Seefeld: Gold mit der Staffel
- 1989 in Lahti: Silber mit der Staffel
- 1991 im Val di Fiemme: Gold mit der Staffel

### Weltcupsiege im Einzel
| Nr. | Datum             | Ort                 | Disziplin               |
| --- | ----------------- | ------------------- | ----------------------- |
| 1.  | Dezember 1978     | Furtwangen          | 5 km Individualstart 1  |
| 2.  | 12. Januar 1979   | Klingenthal         | 5 km Individualstart 1  |
| 3.  | 20. Januar 1979   | Le Brassus          | 10 km Individualstart 1 |
| 4.  | 20. Dezember 1980 | Ramsau am Dachstein | 5 km Individualstart 1  |
| 5.  | 10. Januar 1981   | Klingenthal         | 5 km Individualstart 1  |
| 6.  | 17. Januar 1981   | Nové Město          | 5 km Individualstart 1  |
| 7.  | 24. Januar 1981   | La Bresse           | 5 km Individualstart 1  |
| 8.  | 21. Februar 1981  | Kawgolowo           | 20 km Individualstart 1 |
| 9.  | 7. März 1981      | Falun               | 20 km Individualstart 1 |
| 10. | 26. Februar 1982  | Oslo                | 20 km Individualstart 2 |
| 11. | 25. Februar 1984  | Falun               | 10 km Individualstart   |
| 12. | 23. Februar 1985  | Syktywkar           | 20 km Individualstart   |

### Weltcup-Gesamtplatzierungen
- Siegerin der Gesamtwertung 1980/81

| Saison  | Platz | Punkte |
| ------- | ----- | ------ |
| 1981/82 | 21.   | 32     |
| 1982/83 | 8.    | 79     |
| 1983/84 | 2.    | 114    |
| 1984/85 | 8.    | 85     |
| 1985/86 | 14.   | 30     |
| 1986/87 | 10.   | 51     |
| 1987/88 | 6.    | 65     |
| 1988/89 | 11.   | 54     |
| 1989/90 | 13.   | 43     |
| 1990/91 | 14.   | 26     |
| 1991/92 | 18.   | 18     |